# Diecezja Albano
Diecezja Albano (łac. Diœcesis Albanensis – diecezja Kościoła rzymskokatolickiego we Włoszech, a dokładniej w Lacjum (Albano Laziale). Została erygowana w IV wieku. Należy do metropolii rzymskiej. Jest jedną z diecezji suburbikarnych. Jak niemal każda z takich diecezji posiada normalnego biskupa diecezjalnego, ale również biskupa tytularnego z grona kardynałów biskupów. Obecnie jest nim kardynał Luis Antonio Tagle.

## Główne świątynie
- Katedra: Bazylika katedralna św. Pankracego w Albano Laziale
- Bazyliki mniejsze:
  - Bazylika św. Barnaby w Marino
  - Bazylika Matki Bożej Łaskawej w Nettuno
  - Bazylika św. Teresy od Dzieciątka Jezus w Anzio

## Dekanaty
- Albano
- Anzio
- Aprilia
- Ariccia
- Ciampino
- Marino
- Nettuno
- Pomezia[2]